# Elliot Cowan
Elliot A. Cowan (Londres, Inglaterra; 9 de julio de 1976) es un actor británico, más conocido por haber interpretado a Jem Poynton en Ultimate Force y a Lorenzo Medici en Da Vinci's Demons.

## Biografía
Es hijo de un médico consultor y una trabajadora de caridad, tiene un hermano menor y una hermana.
Elliot asistió al Royal Academy of Dramatic Art (RADA).

## Carrera
En 2002 se unió a la primera temporada de la serie Ultimate Force donde interpretó al corporal Jem Poynton, hasta 2003después de que su personaje muriera en acción luego de recibir disparos mientras se encontraba en un tiroteo con las fuerzas especiales francesas durante el primer episodio de la segunda temporada.
En 2004 apareció en la película Alexander donde interpretó al general y amigo de Alejandro Magno (Colin Farrell), Ptolomeo de joven. El actor Anthony Hopkins interpretó a Ptolomeo anciano.
En 2008 se unió al elenco de la miniserie Lost in Austen donde interpretó a Fitzwilliam Darcy, en la serie compartió créditos junto a los actores Gemma Arterton, Tom Riley, Alex Kingston, Hugh Bonneville y Jemima Rooper. Ese mismo año obtuvo un papel en la película The Golden Compass donde interpretó a un comandante.
En 2009 se unió al elenco de la segunda temporada de la serie The Fixer donde interpretó a Matthew Symmond. 
En 2010 se unió al elenco de la serie Marchlands donde interpretó a Mark Ashburn, quien decide regresar a su pueblo después de haberse ido años atrás para criar a su hijo junto a su prometida Nisha Parekh (Shelley Conn). Ese mismo año prestó su voz para el personaje del villano Alec Trevelyan en el videojuego GoldenEye 007.
En 2011 prestó nuevamente su voz para el personaje de Alec Trevelyan ahora en GoldenEye 007: Reloaded, una versión en alta definición para las consolas Xbox 360 y PlayStation 3.
En 2012 se unió al elenco de la serie Sinbad donde interpretó a Gunnar, un imponente vikingo y un miembro de la tripulación del Providence, hasta la cancelación del programa ese mismo año. En la serie compartió créditos con los actores Elliot Knight, Naveen Andrews, Tuppence Middleton y Orla Brady.
En 2013 se unió al elenco principal de la serie Da Vinci's Demons donde interpretó a Lorenzo Medici, hasta el final de la serie en 2015.
En 2015 apareció en la miniserie Life in Squares donde interpretó al artista y crítico de arte inglés Roger Fry, uno de los miembros del famoso grupo de Bloomsbury.
En octubre de 2016 se anunció que Elliot se había unido al elenco de la serie Krypton donde dará vida a Daron Vex, el jefe del tribunal de Kandor, cuyo trabajo es defender la oligarquía establecida en Krypton de los herejes y disidentes.

## Apoyo a obras
El 7 de agosto de 2011 Elliot nado 16 millas del lago de Zúrich para recaudar fondos para la unidad neonatal de "Guy's and St. Thomas" en memoria de Alfie Blacksell.

## Filmografía

### Series de televisión
| Año             | Título                      | Personaje              | Notas                               |
| --------------- | --------------------------- | ---------------------- | ----------------------------------- |
| 2021            | Fundación                   | Director Lewis Pirenne |                                     |
| 2018 - presente | Krypton                     | Daron-Vex              | 10 episodios                        |
| 2018            | The Spanish Princess        | Rey Henry Tudor        | episodio # 1.1 - miniserie          |
| 2018            | Innocent                    | Tom Wilson             | 2 episodios - miniserie             |
| 2015            | The Frankenstein Chronicles | Sir Bentley Warburton  | 6 episodios                         |
| 2016            | Beowulf                     | Abrican                | 12 episodios - miniserie            |
| 2013 - 2015     | Da Vinci's Demons           | Lorenzo Medici         | 25 episodios                        |
| 2015            | Life in Squares             | Roger Fry              | 2 episodios - miniserie             |
| 2015            | Critical                    | Tom Farrow             | episodio # 1.5                      |
| 2013            | Ambassadors                 | Stephen Pembridge      | episodio "The Rabbit Never Escapes" |
| 2013            | Luther                      | Tom Marwood            | 2 episodios                         |
| 2012            | Sinbad                      | Gunnar                 | 12 episodios                        |
| 2010 - 2011     | Marchlands                  | Mark Ashburn           | 5 episodios                         |
| 2009            | The Fixer                   | Matthew Symmonds       | 6 episodios                         |
| 2008            | Lost in Austen              | Fitzwilliam Darcy      | 4 episodios - miniserie             |
| 2006            | Masterpiece Theatre         | Hendrick Van Eeden     | episodio "The Ruby in the Smoke"    |
| 2006            | Poirot                      | David Hunter           | episodio "Taken at the Flood"       |
| 2005            | Egypt                       | Champollion            | 2 episodios                         |
| 2003            | Spine Chillers              | Dean                   | episodio "Goths"                    |
| 2002 - 2003     | Ultimate Force              | Cpl. Jem Poynton       | 8 episodios                         |
| 2002            | Foyle's War                 | Peter Buckingham       | episodio "A Lesson in Murder"       |
| 2001            | Jonathan Creek              | Tom                    | episodio "Satan's Chimney"          |
| 2001            | Judge John Deed             | Glen Burroughs         | episodio "Duty of Care"             |

### Películas
| Año  | Título                                          | Personaje                | Notas                                                                               |
| ---- | ----------------------------------------------- | ------------------------ | ----------------------------------------------------------------------------------- |
| 2018 | All the Devil's Men                             | Mcknight                 |                                                                                     |
| 2013 | Narcopolis                                      | Frank Grieves            | junto a Harry Lloyd, Elodie Yung, Jonathan Pryce, Robert Bathurst y James Callis    |
| 2013 | The Maltese Fighter                             | Oponente de Boxeo        | corto - junto a Elektra Anastasi, Malcolm Ellul, Nikovich Sammut & Jimi Busuttil    |
| 2013 | Hammer of the Gods                              | Hakan                    | junto a Charlie Bewley, Clive Standen, James Cosmo, Glynis Barber & Ivan Kaye       |
| 2012 | Dreck                                           | Frank Grieves            | junto a Harry Lloyd, Elodie Yung, Jonathan Pryce, Robert Bathurst & Gethin Anthony  |
| 2012 | Doors Open                                      | Bruce Cameron            | junto a Kenny Blyth, Kenneth Collard, Lenora Crichlow & Stephen Fry                 |
| 2011 | The Door                                        | Edward Arlington         | corto - junto a Katie Bignell, Michael Culkin, Tobias Menzies & Harriet Walter      |
| 2011 | Gee Gee                                         | Gee Gee                  | corto - junto a David Morrissey, Morven Christie & Eva Pope                         |
| 2009 | Agatha Christie Marple: They Do It with Mirrors | Wally Hudd               | junto a Julia McKenzie, Joan Collins, Penelope Wilton & Brian Cox                   |
| 2008 | In Love with Barbara                            | Hugh                     | junto a Tom Burke, Hugh Holman y Sinead Matthews                                    |
| 2008 | Happy-Go-Lucky                                  | Asistente de la Librería | junto a Sally Hawkins, Alexis Zegerman, Andrea Riseborough y Sinead Matthews        |
| 2008 | The Golden Compass                              | Comandante               | junto a Nicole Kidman, Daniel Craig, Dakota Blue Richards, Ian McKellen y Eva Green |
| 2007 | The Christmas Miracle of Jonathan Toomey        | James McDowell           | junto a Ronald Pickup, Joely Richardson, Derek Riddell y Saoirse Ronan              |
| 2007 | The Mark of Cain                                | Capitán Worris           | junto a Gerard Kearns, Matthew McNulty, Brendan Coyle y Shaun Dingwall              |
| 2006 | The Ruby in the Smoke                           | Hendrick Van Eeden       | junto a Billie Piper, Matt Smith, Trevor Cooper y Dominic Coleman                   |
| 2006 | Love and Other Disasters                        | James Wildstone          | junto a Brittany Murphy, Matthew Rhys, Catherine Tate y Santiago Cabrera            |
| 2006 | The Interrogation of Leo and Lisa               | Leonardo da Vinci        | corto - junto a Jan Hendzel, Denzil Keim, Thandie Newton y Kevin Spacey             |
| 2004 | Alexander                                       | Ptolomeo                 | junto a Colin Farrell, Val Kilmer, Anthony Hopkins y Jared Leto                     |
| 2004 | Dirty Filthy Love                               | Gareth                   | junto a Michael Sheen, Adrian Bower & Claudie Blakley                               |
| 2002 | The Project                                     | Gavin                    | junto a Matthew Macfadyen, Naomie Harris, Paloma Baeza, James Frain & Anton Lesser  |

### Productor
| Año  | Título | Notas     |
| ---- | ------ | --------- |
| 2013 | Dreck  | productor |

### Videojuegos
| Año  | Título                      | Personajes                               | Notas                             |
| ---- | --------------------------- | ---------------------------------------- | --------------------------------- |
| 2011 | Star Wars: The Old Republic | Voces Adicionales                        | prestó su voz para los personajes |
| 2011 | GoldenEye 007: Reloaded     | Alec Trevelyan                           | prestó su voz para el personaje   |
| 2010 | GoldenEye 007               | Alec Trevelyan                           | prestó su voz para el personaje   |
| 2009 | Dragon Age: Origins         | Ser Perth, Ser Varal & Lothering Templar | prestó su voz para los personajes |

### Teatro
| Año         | Obra                     | Personaje        | Director (a) | Teatro             | Notas                                                                          |
| ----------- | ------------------------ | ---------------- | ------------ | ------------------ | ------------------------------------------------------------------------------ |
| 2010 - 2011 | An Ideal Husband         | Lord Goring      | -            | Vaudeville Theatre | -                                                                              |
| 2010        | Macbeth                  | Macbeth          | Lucy Bailey  | Globe Theatre      | junto a Karen Anderson, Laura Rogers, Christian Bradley, Ian Pirie y Craig Vye |
| 2009        | A Streetcar Named Desire | Stanley Kowalski | -            | Donmar W. Theatre  | -                                                                              |
| 2008        | The Revenger's Tragedy   | Lussurioso       | -            | National Theatre   | -                                                                              |
| 2005        | Don Carlos               | -                | -            | Teatro Gielgud     | junto a Derek Jacobi, Richard Coyle, Claire Price y Una Stubbs                 |
| -           | Women Beware Women       | -                | -            | -                  | -                                                                              |
| -           | Henry V                  | -                | -            | -                  | -                                                                              |
| -           | The Seagull              | -                | -            | -                  | -                                                                              |
| -           | Camille                  | -                | -            | -                  | -                                                                              |